# Фолксингер
Фолксингер (англ. folksinger, дословно — «народный певец») — эстрадный певец, работающий в традициях национального песенного фольклора.
Так называемые движения фолксингеров в США получили широкое развитие в 1930-х — начале 40-х гг. (антивоенное и рабочее движения; Пит Сигер, Вуди Гатри и другие) и в 60-х гг. (антирасизм, молодёжный нонконформизм; Боб Дилан, Джоан Баез и другие). Репертуар основан на балладах, гимнах, «песнях протеста» в стиле кантри и с конца 60-х гг. — рок-музыки (так называемый фолк-рок).

## Известные фолксингеры
- Ледбелли
- Джон Джейкоб Найлз
- Мальвина Рейнольдс
- Пит Сигер
- Вуди Гатри
- Фил Окс
- Боб Дилан
- Джоан Баез